# Behind These Hazel Eyes
Behind These Hazel Eyes (Za těmito lískovýma očima) je v pořadí třetí píseň z alba Breakaway pop rockové zpěvačky Kelly Clarkson.

## Informace o písni
Píseň vyšla v roce 2005 a napsala ji Clarkson společně s Maxem Martinem a Dr. Lukem. Překvapivě se tato píseň skoro neobjevila na albu Breakaway, jelikož Kelly Clarkson nebyla spokojena s textem.
Nicméně po ukončení vztahu se svým přítelem objevila v této písni možnost nazpívat do ní všechnu svou bolest, proto ji celou kompletně přepsala. Píseň má nové trochu temnější téma a text je velmi osobní část života Kelly Clarkson.
V této temné písni truchlí Clarkson nad skončeným vztahem s mužem, který ji zlomil srdce a pro které ho ona pláče za jejími lískovýma očima. Nutno podotknout, že text je založen na skutečné události. Jejím přítelem byl textař, producent a ex-člen hudební skupiny Evanescence David Hodges, který Kelly Clarkson opustil kvůli svatbě s někdejší přítelkyní.

## Videoklip
Video k písni Behind These Hazel Eyes je téměř autobiografické. Na začátku vidíme Clarkson jako nevěstu, je v pokoji s družičkami. Pak ale objeví fotku svého budoucí manžela s jinou dívkou a do pokoje vtrhne otevřeným oknem bouře. Kelly pak vidí sama sebe, jak kráčí uličkou k oltáři, kde už ale stojí jiná nevěsta. Když zvedne závoj, uvědomí si, že je to žena z fotografie. Kelly utíká ven z kostela a běží do temného lesa. Upadá do bláta a pláče nad svou důvěřivostí a zoufalství. Nakonec se vrátí do reality a sama stojí před oltářem ve chvíli, kdy ženich i pastor čekají na kladnou odpověď Kelly Clarkson. Všimne si ale opět té ženy, která jejímu snoubenci posílá polibek. Když má dostat prstýnek, začne křičet, odhodí ho za záda ženicha a utíká z kostela. Několik svatebčanů se jí pokouší zastavit, ale ona je odstrčí, až vidí světlo u kostelních dveří. Konec klipu může tak trochu symbolizovat svobodu.

## Umístění ve světě
| Hitparáda             | Umístění |
| --------------------- | -------- |
| USA                   | 6        |
| Austrálie             | 6        |
| Kanada                | 4        |
| Nizozemsko            | 7        |
| Indonésie             | 1        |
| Irsko                 | 4        |
| Nový Zéland           | 7        |
| Singapur              | 1        |
| Jihoafrická republika | 2        |
| Švédsko               | 21       |
| Británie              | 9        |
| Mexiko                | 11       |
| Svět                  | 3        |

## Zajímavosti
- Píseň se probojovala do TOP 10 americké singlové hitparády Billboard Hot 100 v době, kdy byl předešlý singl Since U Been Gone stále na předních umístěních.
- Kelly Clarkson se díky tomuto songu stala prvním umělcem, který měl v USA v TOP 3 hned dva nejhranější singly.
- Tato píseň v konečném zúčtování na konci roku 2005 obsadila 10. místo.